# Callimation venustum
Callimation venustum är en skalbaggsart som beskrevs av Guérin-Méneville 1844. Callimation venustum ingår i släktet Callimation och familjen långhorningar.
Artens utbredningsområde är Madagaskar. Inga underarter finns listade.